# Annals of Philosophy
Annals of Philosophy fou una revista científica publicada a la Gran Bretanya a principis del segle xix. Fou fundada el 1813 pel químic escocès Thomas Thomson (1773-1852), que en fou el seu editor fins al 1821. El succeí el químic Richard Phillips. El 1827 Richard Taylor la fusionà amb el Philosophical Magazine.
Els Annals of Philosophy duien per subtítol Magazine of Chemistry, Mineralogy, Mechanics, Natural History, Agriculture, and the Arts, que relaciona els temes que tractava, essent els articles de química els predominants. El primer exemplar sortí el juny de 1813 i es van publicar mensualment seguint un patró estàndard. Sovint, el primer article era un article biogràfic d'unes deu pàgines sobre un científic viu o recentment mort, el primer fou dedicat a Henry Cavendish (1731-1810) i escrit per Thomas Thomson. A continuació, hi anaven una sèrie d'articles d'entre cinc i deu pàgines sobre temes particulars, de vegades escrits per eminents autors. Al primer exemplar hi havia articles de John Dalton (1766-1844), de Thomas Thomson i de William Henry (1775-1836). Després hi solia haver notícies i correspondència. Seguien resums, primer els procedents de societats científiques (Royal Society, Linnean Society, Institut de França, etc.), després de patents i, finalment, de llibres nous (el primer fou del químic Humprhy Davy (1778-1829), Elements of Agricultural Chemistry). L'últim apartat era un diari meteorològic. Cada sis mesos es publicava una pàgina de títol, un índex i un prefaci que, amb els sis números mensuals, constituïen el volum semestral d'unes 500 pàgines. El darrer volum, el dotzè, aparegué el 1826, amb articles de Michael Faraday (1791-1867), William Prout (1785-1850) i de Thomson, entre d'altres.